# Les Sabots (Maupassant)
Pour les articles homonymes, voir Les Sabots.
Les Sabots est une nouvelle de Guy de Maupassant, parue en 1883.
Les Sabots est initialement publiée dans la revue Gil Blas du 21 janvier 1883, sous le pseudonyme Maufrigneuse, puis dans le recueil Contes de la bécasse en 1883. 
La nouvelle est dédiée à Léon Fontaine un canotier,qui était l' un des plus anciens amis de Guy de Maupassant.

## Personnages
- M. Malandain
- Mme Malandain
- Adélaïde Malandain
- Césaire Omont

## Résumé
À la fin de la messe, le vieux curé fait des publications: 
« M. Césaire Omont voudrait bien trouver une jeune fille honnête comme servante ». De retour chez eux, les Malandain discutent de l'annonce. Le père dit « on devrait peut-être envoyer Adélaïde ! », leur fille âgée de vingt et un ans, peu dégourdie et très naïve. Le soir même, après le repas, la mère et Adélaïde se rendent chez M. Césaire Omont ,un riche paysan qui n'a plus à s'occuper de sa ferme, il vit de ses rentes; ils tombent d'accord et elle commence le travail le lendemain pour 15 francs par mois.
Elle arrive chez son maître et tout de suite, il lui dit qu'il est hors de question qu'ils "mêlent leurs sabots" ; elle prépare le dîner, il l'oblige à manger avec lui  pour le souper. Le soir, M. Césaire Omont, étant un homme de cinquante cinq ans très autoritaire la menaçant constamment de la renvoyer, lui ordonne de dormir dans son lit, car il n'aime pas dormir tout seul. Elle tombe enceinte, ne sachant pas que c'était ainsi qu'on faisait des enfants.Le mariage est annoncé dans le journal quelques mois plus tard.

## Éditions
- Les Sabots, Maupassant, contes et nouvelles, texte établi et annoté par Louis Forestier, Bibliothèque de la Pléiade, éditions Gallimard, 1974  (ISBN 978 2 07 010805 3).